# 2008年日本賽馬
2008年日本賽馬（日語：2008年の日本競馬），是2008年（平成20年）日本賽馬界發生的重大事件及各項賽事的記錄。

## 重大事件概要

### 中央競馬

#### 雌馬大為活躍
於上年度經典戰線互不想讓的兩匹雌馬「大和赤驥」及「伏特加」於本年度的古馬戰線繼續發揮優秀表現，壓贏一眾雄馬取得一級賽冠軍。於秋季天皇賞中，兩匹賽駒於最後直路展開激烈的纏鬥，最終由「伏特加」以照片判定方式險勝。而「大和赤驥」則於其後的有馬紀念中一放到底，成為37年來首匹制霸此賽事的雌馬。

#### 分級賽主要變更
三級賽石榴石錦標被廢止，由新設的五車二錦標取代其功能。因三級賽妖精錦標將於2009年成為3歲雌馬戰線的一部份，於本年暫停舉辦以作調整。日本盃泥地大賽移師至阪神競馬場舉行。

### 地方競馬

#### 禁藥風波頻生
1月11日，負責舉辦輓馬競馬的帶廣市政府指出於上年12月參與賽事的兩匹賽駒樣本含有禁藥咖啡因成份。最終負責管理此兩匹賽駒的練馬師平田義弘及梨本照夫被罰。
千葉縣競馬組合於1月25日發表的報告中指出，於1月8日於船橋競馬場參賽的一匹賽駒對禁藥普魯卡因呈陽性反應。此賽駒被判處失格，同時千葉縣競馬組合向千葉縣警船橋警察署備案，以排查是否有違反《競馬法》的行為。
與此同時，分別在3月、4月、5月、6月及11月於浦和競馬場、盛岡競馬場、札幌競馬場、大井競馬場及門別競馬場亦有參戰的賽駒被驗出對禁藥呈陽性反應，後續程序亦和上述事件一樣處理。

## 時間表

### 1月-3月
- 1月11日 - 負責舉辦輓馬競馬的帶廣市政府指出於上年12月參與賽事的兩匹賽駒樣本含有禁藥咖啡因成份。最終負責管理此兩匹賽駒的練馬師平田義弘及梨本照夫分別被判罰減少2間馬房50日及40日[1]。
- 1月16日 - 兩勝三級賽的「美妙旅程」退役。
- 1月20日 - 中山競馬場第3場賽事中其中一匹無法順利出閘，賽會最終決定判處其由1月21日開始停賽，直至另行通知。
- 1月22日 - 地方競馬全國協會宣佈2009年的日本育馬場盃系列賽將於名古屋競馬場舉行，為名古屋於2005年後再度舉行此系列賽[2]。
- 1月25日 - 1月8日船橋競馬場第2場賽事的其中一匹參戰馬對禁藥普魯卡因呈陽性反應，千葉縣競馬組合取消其資格的同時，亦向千葉縣警船橋警察署備案，以排查是否有違反《競馬法》的行為[3]。
- 1月27日 - 騎師藤田伸二出戰京都競馬場第12場賽事，達成第11000場出賽，成為日本史上第16位達成此數字的騎師[4]。
- 2月3日 - 東京競馬場因大雪將賽事推遲至2月4日舉行。同日，京都競馬場因大雪提早接受電話投注，同時實時取消第4場的跳欄賽、推遲開賽時間及將部分賽事由草地變更為泥地的措施。
- 2月9日 - 京都競馬場因大雪及保證賽事的安全，將本日第3場及以後的賽事推遲至2月11日舉行。
- 2月10日 - 東京競馬場因大雪及確保賽事的安全，將賽事推遲至2月11日舉行。
- 2月14日 - 日本中央競馬會發表騎師及練馬師考試的結果，總共有5位騎師及7位練馬師合格。騎師5位之中，除了由競馬學校畢業的3位學院，亦包含分別隸屬大井競馬場及高知競馬場的現役騎師內田博幸及鷹野宏史。而7位練馬師中，則包含現役騎師須貝尚介及前騎師村山明。相關牌照將會於3月1日生效。
- 2月17日 - 騎師小島太因於休息室內睡過頭以錯失東京競馬場第3場賽事過磅的時間導致座騎需要易配，日本中央競馬會以失職為由判處其停賽2日。同日，將於輓馬賽事出戰、隸屬同馬場的7匹賽駒之飼料中被發現未被許可的添加物，7匹賽駒被排除於賽事名單外，以相關人士則被處罰。
- 2月18日 - 馬經「Post News・馬」因為銷售量低迷，而於明日發行南關東公營競馬相關的賽事資訊後正式休刊。
- 2月24日 - 京都競馬場因大雪實時取消第4場的跳欄賽、推遲第1至第3場賽事開賽時間及將部分賽事由草地變更為泥地的措施。
- 3月4日 - 應屆京都牝馬錦標冠軍「愛慕之吻」於2月27日接受骨折手術，其後出現腸臟扭轉之迸發症，最終於本日被施以安樂死。
- 3月9日 - 上年度三勝分級賽的「Sans Adieu」因急性心臟衰竭死亡。同日，中京競馬場第9場賽中出現大爆冷，「三重彩」的75666.3倍賠率創下中京競馬場記錄。
- 3月15日 - 騎師橫山典弘出戰中山競馬場第1場賽事，達成第13000場出賽，成為日本史上第8位達成此數字的騎師。
- 3月16日 - 中山競馬場第8場賽事中，「Call to Army」於第四彎道發生異常而跌倒，導致其後方另外4匹賽駒碰撞並倒地。騎師田中勝春及江田照男受傷，於第9場及以後的賽事之座騎需要易配。
- 3月27日 - 劍指四連霸中山跳欄大賽的澳洲代表「Karasi」因於訓練途中出現肌腱炎，選擇避戰飛馬跳欄錦標及此賽事並宣告退役。
- 3月29日 - 3月19日浦和競馬場第5場賽事的其中一匹參戰馬對禁藥咖啡因呈陽性反應，埼玉縣競馬組合取消其資格的同時，亦向埼玉縣警浦和警察署備案，以排查是否有違反《競馬法》。

### 4月-6月
- 4月1日 - 帶廣市政府發現帶廣競馬場鄰近公園有非法棄置馬糞及蘿蔔的行為，調查後對2名練馬師及2名馬伕處以停薪15至20日的處罰。
- 4月13日 - 騎師小牧太策騎「Reginetta」勝出櫻花賞，贏得其由地方轉籍後首個一級賽冠軍[5]。同時，由於本次比賽為爆冷的結果，「三重彩」至95429.4倍賠率僅次於2007年NHK一哩賽成為分級賽第二高的派彩。
- 4月16日 - 4月7日水澤競馬場第8場賽事的其中一匹參戰馬對禁藥克倫特羅呈陽性反應，岩手縣競馬組合取消其資格的同時，亦向岩手縣警水澤警察署備案，以排查是否有違反《競馬法》。
- 5月7日 - 練馬師館保昌因1月8日的用藥事件被千葉縣警以涉嫌違反《競馬法》逮捕，其後獲准保釋，最終被中止檢控[6][7]。
- 5月10日 - 騎師武豐勝出京都競馬場第3場賽事，達成第1000場於京都的頭馬，成為首位達成此成就的騎師[8]。
- 5月18日 - 5月7日札幌競馬場第11場賽事的其中一匹參戰馬對禁藥吡唑啉酮呈陽性反應，北海道競馬事務所取消其資格的同時，亦對其處以停賽30日的處罰，更向北海道警札幌中央警察署備案，以排查是否有違反《競馬法》[9]。
- 5月25日 - 騎師池添謙一策騎「出類拔萃」勝出優駿牝馬（日本橡樹大賽），但其本人因於座騎於直路內閃而被罰款及停賽2個賽馬日[10]。
- 6月1日 - 騎師四位洋文策騎「天空深處」勝出東京優駿（日本打吡），成為繼武豐後第2位連霸此賽事的騎師，亦是首位分別策騎雄馬及雌馬制霸此賽事的騎師[11]。
- 6月9日 -  日本中央競馬會宣佈於6月21日後舉行的新馬戰會以「Make Debut」作為愛稱，同時加上競馬場名稱，如「Make Debut阪神」及「Make Debut函館」等[12]。
- 6月15日 - 騎師橫山典弘策騎「Sunrise Max」勝出葉森盃，達成第100場分級賽勝利，亦為第5位達成此成就的騎師[13]。
- 6月17日 - 「Elizbeth Queen」於姬路競馬場第1場賽事落敗，以162場連敗打破「Hakuho Queen」的記錄[14]。
- 6月18日 - 「小雪」勝出關東橡樹大賽，成為首匹勝出分級賽的白毛馬[15]。
- 6月23日 - 位於船橋競馬場內的山浦武馬房於中午發生火災，9匹賽駒死亡[16]。
- 6月30日 - 日本中央競馬會上於例行新聞會上宣佈，所有夏季賽事的「三重彩」可於除Wins京都及Wins梅田的投注所進行投注[17]。同日，岩手縣競馬組合宣佈將「三重彩」推行至所有賽事[18]。

### 7月-9月
- 7月5日 - 阪神競馬場第2場賽事中，「Coreles Vector」出現急性心臟衰竭被拉停，其後宣告死亡。同日，6月27日大井競馬場第8場賽事的其中一匹參戰馬被發現對禁藥普魯卡因呈陽性反應，據悉和1月8日的賽駒為同一匹。特別區競馬組合取消其資格，亦向警視廳大井警察署備案，以排查是否有違反《競馬法》[7]。
- 26日 - 騎師中館英二出戰新潟競馬第3場賽事，達成第14000場出賽，亦成為日本史上第5名達成此數字的騎師。同日，小倉競馬場第6場賽事因為出現爆冷，「三重彩」的54689.3倍賠率創下小倉最高的記錄[19]。另外，於新潟競馬場第8場賽事中，跑獲頭三的賽駒為最高人氣的3匹且按照順序衝線，因而「三重彩」的3.3倍創下日本史上最低派彩記錄[20]
- 28日 - 日本中央競馬會宣佈中京競馬場將於2010年4月開始裝修，預計2012年1月完工[21]。
- 29日 - 「Elizbeth Queen」於園田競馬場第8場賽事中取勝，打破165場連敗的記錄[22]。
- 8月1日 - 千葉縣競馬組合對此前被捕的前練馬師館保昌實施禁止參與賽馬活動2年的處罰[23]。
- 8月6日 - 據消息指出，前練馬師淺見國一通過馬主審查，為首位成為馬主的前練馬師[24]。
- 8月24日 - 本年出道的新人騎師三浦皇成勝出札幌競馬場第2場賽事，達成第50場頭馬，取代1987年時的武豐成為最快達成此成就的新人騎師[25]。
- 8月26日 - 浦和競馬場第5場賽事因為出現爆冷，「三重彩」的69942.3倍賠率創下浦和最高的記錄[26]。
- 9月1日 - 日本中央競馬會宣佈將「三重彩」的投注延續[27]。
- 9月6日 - 新潟競馬場第7場賽事中，第十八人氣的賽駒跑獲第三，使「位置」的89.9倍賠率創下新潟最高的記錄[28]。
- 9月7日 - 小倉競馬場第3場賽事出現爆冷，「三重彩」的109295.0倍賠率刷新7月25日的賽事，創下小倉最高的記錄[29]。
- 9月21日 - 於聖烈特紀念中的第一彎道時，「Rinon Reason」突發疾病跌倒，造成鞍上的騎師吉田隼人墮馬之餘，亦使後方策騎「Fujiyama Ramses」的柴山雄一失去平衡同樣墮馬。「Rinon Reason」最終被判定為心臟衰竭並宣佈死亡，吉田則出現腦震盪及瘀傷，而柴山並無大礙[30]。
- 9月28日 - 騎師福永祐一勝出阪神競馬場第3及第8場賽事，達成第985場頭馬，頭馬場數超越父親福永洋一[31]。

### 10月-12月
- 10月5日 - 凱旋門大賽於法國隆尚馬場舉行，參戰的「名將森遜」取得第10名。
- 10月16日 - 有80年歷史的旭川競馬場於本日舉行賽事後將關閉。
- 10月19日 - 秋華賞發生爆冷，使「單T」的18596.8倍及「三重彩」的109820.2倍賠率均打破分級賽最高記錄。
- 10月21日 - 應屆春季天皇賞冠軍「Admire Jupiter」因右前腳患上肌腱炎退役。
- 10月25日，新人騎師三浦皇成勝出福島競馬場第1場賽事，達成第70場頭馬，打破1987年由武豐保持的新人騎師最高頭馬數記錄。
- 10月26日 - 「功夫巨星」勝出菊花賞，距離初出僅184日，打破日本史上最快記錄。
- 10月30日 - 上年度優駿牝馬（日本橡樹大賽）冠軍「Robe Decollte」退役。
- 11月2日 - 武豐策騎「伏特加」勝出秋季天皇賞，以11勝刷新天皇賞金最多勝場。
- 11月4日 - 於2006年贏得兩項分級賽的「網路亨通」因前腳患上肌腱炎而退役。
- 11月5日 - 兩勝二級賽的「Chakra」退役。
- 11月9日 - 東京競馬場本日最後一場賽事結束後舉辦後舉行了由8名退役騎師參與的「第2回騎師大師賽」，最終由練馬師河內洋達成連霸
- 11月18日 - 日本中央競馬會發表2009年賽事日程，並確定2009及2010年逐步開放分級賽給予外國訓練馬參賽。
- 11月22日 - 東京競馬場第12場賽事發生爆冷，使「三重彩」的10465.0倍賠率均成為東京歷來第二高。同日，11月11日門別競馬場第7場賽事的其中一匹參戰馬被發現對禁藥甲芬那酸呈陽性反應。北海道競馬事務所取消其資格，亦向北海道警門別警察署備案，以排查是否有違反《競馬法》。
- 11月23日 - 京都競馬場第5場賽事中，「Seiun Ares」出現事故導致騎師武豐墮馬，同時使後方分別策騎「Liberal Runthrough」及「Saita」的中村將之及小原義之同樣墮馬。武豐右尺骨骨折、小原肝臟損傷及肺部挫傷、而中村則腰部撞傷。
- 11月30日 - 水澤競馬場第9場賽事通過第一彎道時，位列前方的賽駒突然跌倒，最終造成包括其自身的5匹賽駒發生墮馬事故，3名騎師頭部撞傷送院。
- 12月6日 - 「Clean」勝出阪神競馬場第12場賽事，其602公斤的體重打破中央競馬勝利馬最高體重記錄[32]。
- 12月18日 - 練馬師角田輝也勝出名古屋競馬場第7場賽事，達成第年間第205場頭馬，打破練馬師年間最多頭馬記錄[33]。
- 12月25日 - 一品紅賞出現爆冷，「三重彩」的152360.2倍賠率打破地方競馬最高記錄。
- 12月28日 - 「大和赤驥」勝出有馬紀念，成為37年來再一匹勝出此賽事的雌馬。同時，由於跑獲亞軍的「尊皇」及跑獲季軍「氣墊快駒」分別為第十四及第十人氣，因而「三重彩」的9855.8倍賠率打破有馬紀念記錄。
- 12月31日 - 練馬師蛯名末五郎因6月的用藥事件被特別區競馬組合處以停薪30日的懲罰[34]。

## 賽事結果

### 中央競馬・平地一級賽
| 賽事名                         | 賽事名                         | 賽事名                         | 優勝馬         | 性齡 | 騎師                 | 練馬師               | 所屬               |
| 月日                           | 馬場                           | 距離                           | 優勝馬         | 性齡 | 馬主                 | 馬主                 | 時間               |
| ------------------------------ | ------------------------------ | ------------------------------ | -------------- | ---- | -------------------- | -------------------- | ------------------ |
| 第25回二月錦標                 | 第25回二月錦標                 | 第25回二月錦標                 | 赤兔馬         | 雄6  | 武豐                 | 石坂正               | JRA栗東            |
| 2月24日                        | 東京競馬場                     | 泥1600米                       | 赤兔馬         | 雄6  | Sunday Racing Co Ltd | Sunday Racing Co Ltd | 1:35.3             |
| 第38回高松宮紀念               | 第38回高松宮紀念               | 第38回高松宮紀念               | 精雕微琢       | 雄5  | 幸英明               | 長濱博之             | JRA栗東            |
| 3月30日                        | 中京競馬場                     | 草1200米                       | 精雕微琢       | 雄5  | Shadai Racing Co Ltd | Shadai Racing Co Ltd | 1:07.1             |
| 第68回櫻花賞                   | 第68回櫻花賞                   | 第68回櫻花賞                   | Reginetta      | 雌3  | 小牧太               | 淺見秀一             | JRA栗東            |
| 4月13日                        | 阪神競馬場                     | 草1600米                       | Reginetta      | 雌3  | Shadai Racing Co Ltd | Shadai Racing Co Ltd | 1:34.4             |
| 第68回皋月賞                   | 第68回皋月賞                   | 第68回皋月賞                   | 北國隊長       | 雄3  | 川田將雅             | 森秀行               | JRA栗東            |
| 4月20日                        | 中山競馬場                     | 草2000米                       | 北國隊長       | 雄3  | Shadai Racing Co Ltd | Shadai Racing Co Ltd | 2:01.7             |
| 第137回春季天皇賞              | 第137回春季天皇賞              | 第137回春季天皇賞              | Admire Jupiter | 雄5  | 岩田康誠             | 友道康夫             | JRA栗東            |
| 5月4日                         | 京都競馬場                     | 草3200米                       | Admire Jupiter | 雄5  | 近藤利一             | 近藤利一             | 3:15.1             |
| 第13回NHK一哩賽                | 第13回NHK一哩賽                | 第13回NHK一哩賽                | 天空深處       | 雄3  | 四位洋文             | 昆貢                 | JRA栗東            |
| 5月11日                        | 東京競馬場                     | 草1600米                       | 天空深處       | 雄3  | 深見敏男             | 深見敏男             | 1:34.2             |
| 第3回維多利亞一哩賽            | 第3回維多利亞一哩賽            | 第3回維多利亞一哩賽            | 亞洲之風       | 雌4  | 藤田伸二             | 藤原英昭             | JRA栗東            |
| 5月18日                        | 東京競馬場                     | 草1600米                       | 亞洲之風       | 雌4  | 太田美實             | 太田美實             | 1:33.7             |
| 第69回優駿牝馬（日本橡樹大賽） | 第69回優駿牝馬（日本橡樹大賽） | 第69回優駿牝馬（日本橡樹大賽） | 出類拔萃       | 雌3  | 池添謙一             | 角居勝彥             | JRA栗東            |
| 5月25日                        | 東京競馬場                     | 草2400米                       | 出類拔萃       | 雌3  | Carrot Farm Co Ltd   | Carrot Farm Co Ltd   | 2:28.8             |
| 第75回東京優駿（日本打吡）     | 第75回東京優駿（日本打吡）     | 第75回東京優駿（日本打吡）     | 天空深處       | 雄3  | 四位洋文             | 昆貢                 | JRA栗東            |
| 6月1日                         | 東京競馬場                     | 草2400米                       | 天空深處       | 雄3  | 深見敏男             | 深見敏男             | 2:26.7             |
| 第58回安田紀念                 | 第58回安田紀念                 | 第58回安田紀念                 | 伏特加         | 雌4  | 岩田康誠             | 角居勝彥             | JRA栗東            |
| 6月8日                         | 東京競馬場                     | 草1600米                       | 伏特加         | 雌4  | 谷水雄三             | 谷水雄三             | 1:32.7             |
| 第49回寶塚紀念                 | 第49回寶塚紀念                 | 第49回寶塚紀念                 | 榮進代表       | 雄6  | 內田博幸             | 野元昭               | JRA栗東            |
| 6月29日                        | 阪神競馬場                     | 草2200米                       | 榮進代表       | 雄6  | 平井豐光             | 平井豐光             | 2:15.3             |
| 第42回短途馬錦標               | 第42回短途馬錦標               | 第42回短途馬錦標               | 不眠之夜       | 雌4  | 上村洋行             | 橋口弘次郎           | JRA栗東            |
| 10月5日                        | 中山競馬場                     | 草1200米                       | 不眠之夜       | 雌4  | Sunday Racing Co Ltd | Sunday Racing Co Ltd | 1:08.0             |
| 第13回秋華賞                   | 第13回秋華賞                   | 第13回秋華賞                   | Black Emblem   | 雌3  | 岩田康誠             | 小島茂之             | JRA美浦            |
| 10月19日                       | 京都競馬場                     | 草2000米                       | Black Emblem   | 雌3  | 田原邦男             | 田原邦男             | 1:58.4             |
| 第69回菊花賞                   | 第69回菊花賞                   | 第69回菊花賞                   | 功夫巨星       | 雄3  | 内田博幸             | 音無秀孝             | JRA栗東            |
| 10月26日                       | 京都競馬場                     | 草3000米                       | 功夫巨星       | 雄3  | 福井明               | 福井明               | 3:05.7             |
| 第138回秋季天皇賞              | 第138回秋季天皇賞              | 第138回秋季天皇賞              | 伏特加         | 雌4  | 武豐                 | 角居勝彥             | JRA栗東            |
| 11月2日                        | 東京競馬場                     | 草2000米                       | 伏特加         | 雌4  | 谷水雄三             | 谷水雄三             | 1:57.2（レコード） |
| 第33回女皇伊利沙伯二世盃       | 第33回女皇伊利沙伯二世盃       | 第33回女皇伊利沙伯二世盃       | Little Amapola | 雌3  | 李慕華               | 長濱博之             | JRA栗東            |
| 11月16日                       | 京都競馬場                     | 草2200米                       | Little Amapola | 雌3  | Shadai Racing Co Ltd | Shadai Racing Co Ltd | 2:12.0             |
| 第25回一哩冠軍賽               | 第25回一哩冠軍賽               | 第25回一哩冠軍賽               | Blumenblatt    | 雌5  | 吉田豐               | 石坂正               | JRA栗東            |
| 11月23日                       | 京都競馬場                     | 草1600米                       | Blumenblatt    | 雌5  | Carrot Farm Co Ltd   | Carrot Farm Co Ltd   | 1:32.6             |
| 第28回日本盃                   | 第28回日本盃                   | 第28回日本盃                   | 銀幕英雄       | 雄4  | 杜滿萊               | 鹿戶雄一             | JRA美浦            |
| 11月30日                       | 東京競馬場                     | 草2400米                       | 銀幕英雄       | 雄4  | 吉田照哉             | 吉田照哉             | 2:25.5             |
| 第9回日本盃泥地大賽            | 第9回日本盃泥地大賽            | 第9回日本盃泥地大賽            | 雷神精靈       | 雄6  | 李慕華               | 角居勝彥             | JRA栗東            |
| 12月7日                        | 阪神競馬場                     | 泥1800米                       | 雷神精靈       | 雄6  | 金子真人控股         | 金子真人控股         | 1:49.2             |
| 第60回阪神兩歲牝馬錦標         | 第60回阪神兩歲牝馬錦標         | 第60回阪神兩歲牝馬錦標         | 迷人景致       | 雌2  | 安藤勝己             | 松田博資             | JRA栗東            |
| 12月14日                       | 阪神競馬場                     | 草1600米                       | 迷人景致       | 雌2  | Sunday Racing Co Ltd | Sunday Racing Co Ltd | 1:35.2             |
| 第60回朝日盃未來錦標           | 第60回朝日盃未來錦標           | 第60回朝日盃未來錦標           | 奇幻星雲       | 雄2  | 岩田康誠             | 領家政藏             | JRA栗東            |
| 12月21日                       | 中山競馬場                     | 草1600米                       | 奇幻星雲       | 雄2  | 大谷高雄             | 大谷高雄             | 1:35.1             |
| 第53回有馬紀念                 | 第53回有馬紀念                 | 第53回有馬紀念                 | 大和赤驥       | 雌4  | 安藤勝己             | 松田國英             | JRA栗東            |
| 12月28日                       | 中山競馬場                     | 草2500米                       | 大和赤驥       | 雌4  | 大城敬三             | 大城敬三             | 2:31.5             |

### 中央競馬・跳欄一級賽
| 賽事名             | 賽事名             | 賽事名             | 優勝馬        | 性齡 | 騎師     | 練馬師   | 所屬    |
| 月日               | 馬場               | 距離               | 優勝馬        | 性齡 | 馬主     | 馬主     | 時間    |
| ------------------ | ------------------ | ------------------ | ------------- | ---- | -------- | -------- | ------- |
| 第10回中山跳欄大賽 | 第10回中山跳欄大賽 | 第10回中山跳欄大賽 | Maruka Rascal | 雄6  | 西谷誠   | 增本豐   | JRA栗東 |
| 4月19日            | 中山競馬場         | 障4250米           | Maruka Rascal | 雄6  | 河長產業 | 河長產業 | 4:57.7  |
| 第131回中山大障礙  | 第131回中山大障礙  | 第131回中山大障礙  | King Joy      | 雄6  | 高田潤   | 增本豐   | JRA栗東 |
| 12月27日           | 中山競馬場         | 障4100米           | King Joy      | 雄6  | 松岡隆雄 | 松岡隆雄 | 4:45.0  |

### 地方競馬・重要賽事
| 賽事名                  | 賽事名                  | 賽事名                  | 優勝馬            | 性齡 | 騎師                       | 練馬師                     | 所屬       |
| 月日                    | 馬場                    | 距離                    | 優勝馬            | 性齡 | 馬主                       | 馬主                       | 時間       |
| ----------------------- | ----------------------- | ----------------------- | ----------------- | ---- | -------------------------- | -------------------------- | ---------- |
| 第57回川崎紀念          | 第57回川崎紀念          | 第57回川崎紀念          | Field Rouge       | 雄6  | 橫山典弘                   | 西園正都                   | JRA栗東    |
| 1月30日                 | 川崎競馬場              | 泥2100米                | Field Rouge       | 雄6  | 地田勝三                   | 地田勝三                   | 2:13.1     |
| 第20回柏市紀念          | 第20回柏市紀念          | 第20回柏市紀念          | Bonneville Record | 雄6  | 的場文男                   | 堀井雅廣                   | JRA美浦    |
| 5月5日                  | 船橋競馬場              | 泥1600米                | Bonneville Record | 雄6  | 塩田清                     | 塩田清                     | 1:37.6     |
| 第31回帝王賞            | 第31回帝王賞            | 第31回帝王賞            | Furioso           | 雄4  | 戶崎圭太                   | 川島正行                   | 南關東船橋 |
| 6月25日                 | 大井競馬場              | 泥2000米                | Furioso           | 雄4  | Darley Japan Racing Co Ltd | Darley Japan Racing Co Ltd | 2:04.7     |
| 第10回日本泥地打吡      | 第10回日本泥地打吡      | 第10回日本泥地打吡      | Success Brocken   | 雄3  | 横山典弘                   | 藤原英昭                   | JRA栗東    |
| 7月9日                  | 大井競馬場              | 泥2000米                | Success Brocken   | 雄3  | 高嶋哲                     | 高嶋哲                     | 2:04.5     |
| 第21回一哩冠軍南部盃    | 第21回一哩冠軍南部盃    | 第21回一哩冠軍南部盃    | Blue Concorde     | 雄8  | 幸英明                     | 服部利之                   | JRA栗東    |
| 10月13日                | 盛岡競馬場              | 泥1600米                | Blue Concorde     | 雄8  | Blue Management            | Blue Management            | 1:37.3     |
| 第8回日本育馬場盃短途賽 | 第8回日本育馬場盃短途賽 | 第8回日本育馬場盃短途賽 | Bamboo Ere        | 牡5  | 松岡正海                   | 安達昭夫                   | JRA栗東    |
| 11月3日                 | 園田競馬場              | 泥1400米                | Bamboo Ere        | 牡5  | 青竹牧場                   | 青竹牧場                   | 1:25.6     |
| 第8回日本育馬場盃經典賽 | 第8回日本育馬場盃經典賽 | 第8回日本育馬場盃經典賽 | 赤兔馬            | 雄6  | 武豐                       | 石坂正                     | JRA栗東    |
| 11月3日                 | 園田競馬場              | 泥1870米                | 赤兔馬            | 雄6  | Sunday Racing Co Ltd       | Sunday Racing Co Ltd       | 1:56.7     |
| 第59回全日本兩歲優駿    | 第59回全日本兩歲優駿    | 第59回全日本兩歲優駿    | Suni              | 牡2  | 内田博幸                   | 吉田直弘                   | JRA栗東    |
| 12月17日                | 川崎競馬場              | 泥1600米                | Suni              | 牡2  | 吉田和美                   | 吉田和美                   | 1:40.5     |
| 第54回東京大賞典        | 第54回東京大賞典        | 第54回東京大賞典        | 雷神精靈          | 雄6  | 李慕華                     | 角居勝彥                   | JRA栗東    |
| 12月29日                | 大井競馬場              | 泥2000米                | 雷神精靈          | 雄6  | 金子真人控股               | 金子真人控股               | 2:04.5     |

### 輓馬・一級賽
| 賽事名             | 賽事名             | 賽事名             | 優勝馬          | 性齡 | 騎師     | 練馬師   | 所屬   |
| 月日               | 馬場               | 距離               | 優勝馬          | 性齡 | 馬主     | 馬主     | 時間   |
| ------------------ | ------------------ | ------------------ | --------------- | ---- | -------- | -------- | ------ |
| 第29回帶廣紀念     | 第29回帶廣紀念     | 第29回帶廣紀念     | Narita Bob Sapp | 雄6  | 鈴木惠介 | 大友榮人 | 旭川   |
| 1月2日             | 帶廣競馬場         | 輓200米            | Narita Bob Sapp | 雄6  | 大森勝廣 | 大森勝廣 | 2:08.5 |
| 第1回天馬賞        | 第1回天馬賞        | 第1回天馬賞        | Marimi Shuki    | 雄5  | 松田道明 | 今井茂雅 | 旭川   |
| 1月3日             | 帯廣競馬場         | 輓200米            | Marimi Shuki    | 雄5  | 宮本康弘 | 宮本康弘 | 1:49.1 |
| 第38回Irene紀念    | 第38回Irene紀念    | 第38回Irene紀念    | Orewa Sugoi     | 雄3  | 安部憲二 | 皆川公二 | 帶廣   |
| 3月11日            | 帶廣競馬場         | 輓200米            | Orewa Sugoi     | 雄3  | 大野清二 | 大野清二 | 2:34.1 |
| 第40回輓馬紀念     | 第40回輓馬紀念     | 第40回輓馬紀念     | Tomoe Power     | 雄8  | 西弘美   | 松井浩文 | 旭川   |
| 3月23日            | 帶廣競馬場         | 輓200米            | Tomoe Power     | 雄8  | 酒井兼益 | 酒井兼益 | 5:35.8 |
| 第33回輓馬橡樹大賽 | 第33回輓馬橡樹大賽 | 第33回輓馬橡樹大賽 | Nishiki Ace     | 雌3  | 松田道明 | 金田勇   | 帶廣   |
| 12月14日           | 帶廣競馬場         | 輓200米            | Nishiki Ace     | 雌3  | 仙頭富萬 | 仙頭富萬 | 2:01.3 |
| 第36回輓馬打吡     | 第36回輓馬打吡     | 第36回輓馬打吡     | Raiden Rock     | 雄3  | 尾瀨馨   | 千葉均   | 帶廣   |
| 12月28日           | 帶廣競馬場         | 輓200米            | Raiden Rock     | 雄3  | 長澤廣茂 | 長澤廣茂 | 2:01.3 |

### 海外勝利
| 賽事名           | 賽事名           | 賽事名           | 賽事名           | 優勝馬 | 性齡 | 騎師     | 練馬師   | 所屬    |
| 月日             | 國家/地區        | 馬場             | 距離             | 優勝馬 | 性齡 | 馬主     | 馬主     | 時間    |
| ---------------- | ---------------- | ---------------- | ---------------- | ------ | ---- | -------- | -------- | ------- |
| 第55屆小飛俠錦標 | 第55屆小飛俠錦標 | 第55屆小飛俠錦標 | 第55屆小飛俠錦標 | 娛樂場 | 雄3  | 戴崇謀   | 藤澤和雄 | JRA美浦 |
| 5月10日          | 美國             | 貝蒙園馬場       | 泥9化朗          | 娛樂場 | 雄3  | 山本英俊 | 山本英俊 | 1:47.87 |

### 騎師邀請賽
| 賽事名                      | 賽事名                      | 冠軍     | 所屬     |
| 月日                        | 馬場                        | 冠軍     | 所屬     |
| --------------------------- | --------------------------- | -------- | -------- |
| 第6回佐佐木竹見盃騎師大獎賽 | 第6回佐佐木竹見盃騎師大獎賽 | 菅原勲   | 岩手水澤 |
| 1月29日                     | 川崎競馬場                  | 菅原勲   | 岩手水澤 |
| 超級騎師大賽預賽2008        | 超級騎師大賽預賽2008        | 菅原勲   | 岩手水澤 |
| 10月3及10日                 | 笠松競馬場及大井競馬場      | 菅原勲   | 岩手水澤 |
| 第22回世界超級騎師大賽      | 第22回世界超級騎師大賽      | 曼迪沙寶 | 法國     |
| 12月6日及7日                | 阪神競馬場                  | 曼迪沙寶 | 法國     |

## 馬匹獎項

### JRA賞
- 馬：伏特加（雌4、栗東・角居勝彥馬房）
- 最佳2歲雄馬：奇幻星雲（雄2、栗東・領家政藏馬房）
- 最佳2歲雌馬：迷人景致（雌2、栗東・松田博資馬房）
- 最佳3歲雄馬：天空深處（雄3、栗東・昆貢馬房）
- 最佳3歲雌馬：Little Amapola（雌3、栗東・長濱博之馬房）
- 最佳4歲及以上雄馬：銀幕英雄（雄4、美浦・鹿戶雄一馬房）
- 最佳4歲及以上雌馬：伏特加（雌4、栗東・角居勝彥馬房）
- 最佳短途馬：不眠之夜（雌4、栗東・橋口弘次郎馬房）
- 最佳泥地馬：雷神精靈（雄6、栗東・角居勝彥馬房）
- 最佳跳欄馬：King Joy（栗東・增本豐馬房）

### NAR大獎
- 馬王：Furioso（雄4、船橋・川島正行馬房）
- 最佳2歲純種馬：Ampere（雌2、門別・角川秀樹馬房）
- 最佳3歲純種馬：Dream Sky（雄3、川崎・内田勝義馬房）
- 最佳4歲及以上純種馬：Furioso（雄4、船橋・川島正行馬房）
- 最佳雌馬：Tosen Jo O（雌7、船橋・川島正行馬房）
- 最佳短途馬：Fujino Wave（雄6、大井・高橋三郎馬房）
- 最佳草地馬：Executive（雄2、門別・田部和則馬房）
- 最佳阿拉伯馬：從缺
- 最佳輓馬：Narita Bob Sapp（雄6、旭川・大友榮人馬房）
- 泥地分級賽特別賞：雷神精靈（雄6、栗東・角居勝彥馬房）
- 特別表彰：Hospitality（退役馬）

## 人物獎項

### JRA賞
- 冠軍練馬師：池江泰壽（栗東・51勝）
- 最高勝率練馬師：藤原英昭（栗東・19.9%勝率）
- 最高獎金練馬師：角居勝彥（栗東・13億3316萬4500日圓獎金）
- 優秀技術練馬師：池江泰壽（栗東）
- 冠軍騎師：武豐（栗東・自由身、151勝）
- 關東冠軍騎師：內田博幸（美浦・嶋田潤馬房、137勝）
- 關西冠軍騎師：武豐（栗東・自由身、151勝）
- 最高勝率騎師：武豐（栗東・自由身、21.9%勝率）
- 最高獎金騎師：岩田康誠（栗東・自由身、31億7083萬1000日圓）
- 騎師大賞：從缺
- 冠軍跳欄賽騎師：西谷誠（栗東・自由身、13勝）
- 冠軍新人騎師：三浦皇成（美浦・河野通文、91勝）

### NAR大獎
- 最佳練馬師：川島正行（船橋）
- 最佳騎師：戶崎圭太（大井・香取和孝馬房）
- 優秀新人騎師：川島正太郎（船橋・川島正行馬房）
- 優秀女騎師：宮下瞳（名古屋・竹口勝利馬房）、別府真衣（高知・別府真司馬房）
- 最佳運動精神獎：吉原寛人（金澤・加藤和義）
- 特別賞：高岡秀行（新加坡）、内田利雄（浦和・藤原智行馬房）

## 頭馬達成記錄

### 騎師
首勝
- 三浦皇成（中山、3月1日）[35]
- 川島正太郎（船橋、5月5日）[36]
- 澤田龍哉（船橋、5月6日）[37]
- 池崎祐介（新潟、5月11日）[38]
- 鷹野宏史（新潟、5月18日）[39]
- 桑村真明（札幌、9月20日）[40]

100勝
- 菊地昇吾（阪神、6月22日）[41]

200勝
- 川田將雅（京都、5月11日）[42]
- 吉田隼人（小倉、8月23日）[43]
- 內田博幸（新潟、8月24日）[44]
- 杜滿萊（阪神、12月21日）[45]

400勝
- 岩田康誠（京都、1月12日）[46]

500勝
- 和田龍二（中京、6月7日）

800勝
- 安藤勝己（京都、2月3日）[47]

1000勝
- 福永祐一（京都、11月30日）[48]

1300勝
- 田中勝春（東京、6月7日）

1400勝
- 中館英二（東京、2月24日）[49]

1500勝
- 藤田伸二（札幌、9月21日）[50]

1600勝
- 蛯名正義（中山、1月27日）[51]

1900勝
- 橫山典弘（函館、8月3日）[52]

2000勝
- 山口勲（佐賀、7月5日）[53]

3100勝
- 武豐（東京、6月15日）[54]

5500勝
- 的場文男（大井、4月20日）[55]

### 練馬師
首勝
- 野中賢二（阪神、3月15日）[56]
- 松山將樹（福島、4月13日）[57]
- 吉橋淳一（川崎、5月22日）[58]
- 山中尊德（船橋、7月21日）[59]

100勝
- 藤岡健一（小倉、1月20日）[60]
- 飯田雄三（阪神、3月15日）[56]
- 菊川正達（札幌、8月31日）[61]
- 岡田稻男（札幌、9月20日）[62]
- 木原一良（京都、11月1日）[63]

200勝
- 澤峰次（中山、1月13日）[64]
- 西園正都（新潟、8月23日）[65]
- 藤原英昭（新潟、8月23日）[65]

300勝
- 淺見秀一（京都、1月5日）[66]
- 小島太（函館、7月6日）[67]

400勝
- 長濱博之（京都、1月20日）[60]
- 野村彰彥（福島、7月13日）[68]

500勝
- 松田博資（阪神、4月5日）[69]

600勝
- 尾形充弘（札幌、9月28日）[70]

## 退役馬

### 1月
- 美妙旅程
- 尋鑽寶
- Macky Max
- Air Selecao
- Cosmo Fortune

### 2月
- Koiuta
- Safety Emperor
- Koolinger
- Win Generale
- 真善美
- Daring Heart

### 3月
- 情人節
- Agnes Raspberry
- En Dehors
- Ambroise
- Cosmo Maverlous

### 4月
- 李察靈駒
- Quiet Day
- Fusaichi Ho O

### 5月
- Jalisco Light

### 6月
- Precise Machine

### 7月
- Meiner Bowknot
- Roc de Cambes

### 8月
- Black Tide
- Marubutsu Top

### 9月
- Vita Rosa
- Tagano Guernica
- Friendship
- Developpe
- Fumino Tokimeki

### 10月
- Strong Boss
- Moere Katrina
- Toho Shine
- Admire Jupiter
- San Valentin
- Robe Decollte
- Asahi Rising

### 11月
- Chakra
- 暴風茶座
- 網路亨通
- Yamanin Alabaster

### 12月
- Blumenblatt
- 鈴鹿鳳凰
- Silent Deal
- Nike a Delight
- Fifty Oner

## 誕生

### 馬匹
本年誕生的馬匹為2011年經典世代
- 1月11日 - Fateful War
- 1月13日 - Shigeru Juyaku
- 1月27日 - Forever Mark
- 1月31日 - Cresco Grand
- 2月9日 - 多瑙河
- 2月10日 - Meisho Naruto
- 2月14日 - Queen's Barn
- 2月17日 - 馬莎蓮娜[71]
- 2月19日 - 野田詩韻[72]
- 2月20日 - 欣喜之淚、愛發達
- 2月22日 - 紅樂手、機伶迷宮
- 2月24日 - 捕鯨之旅[73]、古國傳說[74]、All That Jazz
- 2月27日 - Desperado
- 3月4日 - A Shin Blanc
- 3月5日 - Smart Robin
- 3月6日 - Clave Secreta、達標、All as One
- 3月7日 - Aventura
- 3月9日 - 碧海銀鯊[75]
- 3月10日 - Erin Court
- 3月11日 - Boreas、龍王[76]
- 3月12日 - Marumo Sarah、Admire Sagace
- 3月16日 - Supreme Gift
- 3月17日 - 順理成章
- 3月21日 - Gustave Cry、東瀛之夢
- 3月24日 - 中山騎士、Sanrei Duke
- 3月26日 - 綠油油、碧藍海洋
- 3月27日 - Big Romance
- 3月28日 - 大賽波士[77]
- 3月30日 - 瑞士名錶[78]
- 3月31日 - French Cactus
- 4月1日 - Meisho Mashu
- 4月2日 - Dance Fantasia、湘南聲威[79]
- 4月4日 - 櫻花福音
- 4月6日 - 瑞草祥龍[80]
- 4月8日 - Reve d'Essor
- 4月9日 - Passion Dance
- 4月10日 - 凱旋芭蕾
- 4月11日 - 果釀醇酒[81]、Mithra
- 4月12日 - 北方之河
- 4月18日 - 火槍奇兵、Meiner Medalist
- 4月19日 - Bouncy Tune
- 4月20日 - A Shin Memphis
- 4月21日 - 太陽神驥[82]
- 4月25日 - Trend Hunter、巴比倫王[83]
- 4月28日 - Summit Stone
- 4月29日 - Marvelous Kaiser、 Eishin Osman
- 4月30日 - Tsurumaru Leon
- 5月4日 - 宗教畫藝
- 5月5日 - Namura Daikichi
- 5月8日 - Mowen
- 5月11日 - Medeia、Gullveig、Laser Bullet、Satono Apollo
- 5月13日 - 喜利靈犬
- 5月14日 - 黃金巨匠[84]、實際影響[85]
- 5月21日 - Epoisses
- 5月25日 - Frere Jacques

## 逝世

### 馬匹
- 1月15日 - Reward Wing
- 1月20日 - Apollo Mahal
- 2月24日 - Suzu Parade
- 3月4日 - 愛慕之吻
- 3月9日 - Sans Adieu
- 4月7日 - 攝政王
- 4月24日 - 真弓快車
- 4月30日 - Tosho Knight
- 5月5日 - Rinden Lily
- 5月31日 - 玫瑰十字
- 6月5日 - 榮進田州
- 7月5日 - Coreles Vector
- 7月29日 - Tayasu Tsuyoshi
- 8月4日 - Hospitality
- 8月25 日 - 礦脈
- 9月21日 - Rinon Reason
- 10月19日 - Belladora
- 11月13日 - Talented Girl
- 11月19日 - 菱曙
- 11月19日 - 長山駿馬
- 11月26日 - 眼福
- 12月12日 - 大德日神

### 人物
- 1月15日 - 田口鋹雄（日本中央競馬會前主席）
- 2月10日 - 坂本敏美（前騎師）
- 2月25日 - 渡邊五郎（日本中央競馬會前主席）
- 4月4日 - 大場博（鈴木勝太郎馬房前馬伕、曾照料賽駒「Haiseiko」）
- 5月10日 - 藤田與志男（「大鷹犬」之馬主）
- 6月25日 - 大根田裕也（前練馬師）
- 9月23日 - 島崎宏（前練馬師）
- 9月28日 - 佐佐木一夫（前騎師、練馬師）
- 11月25日 - 松永勇（前練馬師）
- 12月10日 - 西塚安夫（前練馬師）